# Lisowo (województwo podlaskie)
Lisowo – wieś w Polsce położona w województwie podlaskim, w powiecie siemiatyckim, w gminie Drohiczyn.
W czasach II Rzeczypospolitej wieś należała (do 1934) do gminy Narojki.
W latach 1975–1998 miejscowość administracyjnie należała do województwa białostockiego.
Według Powszechnego Spisu Ludności z 1921 roku wieś zamieszkiwało 190 osób, wśród których 189 było wyznania rzymskokatolickiego, a 1 prawosławnego. Folwark Lisowo zamieszkiwało 114 osób, wśród których 101 było wyznania rzymskokatolickiego, 7 prawosławnego a 6 mojżeszowego. Jednocześnie 299 mieszkańców zadeklarowało polską przynależność narodową, 5 białoruską. We wsi było 29 budynków mieszkalnych a w folwarku 8.
Wierni kościoła rzymskokatolickiego należą do parafii św. Rocha w Miłkowicach-Maćkach.